# Bruno Schulz
Bruno Schulz (n. 12 iulie 1892, Drohobîci, Regatul Galiției și Lodomeriei, Austro-Ungaria – d. 19 noiembrie 1942, Ghetoul Drogobâci⁠(d), RSS Ucraineană, URSS) a fost un romancier și pictor polonez de origine evreu, considerat aproape unanim ca fiind unul dintre cei mai mari stiliști polonezi ai secolului 20.

## Biografia
Schulz s-a născut în Drohobîci, punctul central al scrierilor sale, locul unde și-a petrecut cea mai mare parte a vieții, cu o istorie bulversantă, întocmai ca și povestirile lui Bruno Schulz: la nașterea scriitorului, orașul se afla sub autoritate austro-ungară dar este redat Poloniei după Primul Război Mondial, pentru ca, după o scurtă perioadă de ocupație sovietică în cel de-al Doilea Război Mondial, să fie cuprins în Germania nazistă, ajungând în prezent să facă parte din Ucraina.
Deși opera lui nu este foarte bogată, cuprinzând doar două colecții de povestiri, mai multe eseuri și articole (alături de o serie de desene), noutatea viziunii și a procedurilor narative folosite de Bruno Schulz i-au asigurat un loc bine definit în istoria literară nu numai poloneză, ci și internațională.
Familia lui Bruno Schulz deținea o prăvălie de îmbrăcăminte de care, după îmbolnăvirea tatălui de tuberculoză, se ocupă, cu rezultate dezastruoase, mama artistului până la pierderea definitivă a micii afaceri în 1910. O prezență interesantă în cadrul familiei este sadica menajeră care apare ca Adela în povestirile sale.
La îndemnul fratelui său mai mare, Schulz studiază arhitectura la Universitatea din Lvov și urmează cursurile facultății de arte din Viena, cu specializarea litografie și desen. Își abandonează definitiv studiile o dată cu izbucnirea primului război mondial când familia se întoarce la Drohobîci, unde tatăl scriitorului moare în 1915. Sprijinul familiei este asigurat din acest moment de fratele cel mai mare, Izidor, care își făcuse o situație financiară satisfăcătoare ca inginer în industria petrolieră.
În 1924, Bruno reușește să obțină un post ca profesor de artă la liceul de băieți din Drohobîci, până la ocuparea orașului de către nemți în 1941, cu un salariu destul de mic pentru că nu își terminase studiile. Elevii făceau frecvent glume pe seama lui pentru că era o apariție mai curând ciudată.
În 1933 îi este publicată prima colecție de povestiri, „Prăvăliile de scorțișoară” foarte bine primită de critica și scriitorii acelor vremuri, dar care nu i-a adus venituri considerabile, Bruno rămânând dependent financiar de fratele său mai mare care, din nefericire, moare din cauza unui atac de cord în 1935. Bruno devine astfel singurul sprijin financiar al familiei formate din mama sa, sora Hania, acum depresivă, și fiii acesteia și o verișoară bătrână.
Între 1935 și 1937 Bruno este logodit cu Józefina Szelińska, o profesoară convertită la catolicism, pentru care a renunțat și el la apartenența sa iudaică printr-un anunț oficial în ziarul local, fără a accepta să fie botezat ca și creștin. Însă logodna a fost ruptă atunci când Bruno și-a dat seama că inspirația lui artistică este strâns legată de orașul Drohobîci și nu își poate urma logodnica la Varșovia. Józefina traduce „Procesul”  lui Franz Kafka, traducere corectată de Bruno, dar care este publicată numai sub numele acestuia în 1936.
Bruno a preferat să scrie în poloneză, dar niciodată în idiș. Dar poziția anti-semită tot mai răspândită în acele vremuri determină o primire mai curând negativă a publicării în 1937 a celei de-a doua colecții de povestiri, „Sanatoriul cu clepsidră” (clepsidra, pe lângă sensul ei propiu care se referă și la un ornament arhitectural, are o conotație specific poloneză: ea însoțește necrologurile din ziare, și, metaforic, te trimite cu gândul la un timp întrerupt, suspendat) , tradus în română ca „Sanatoriul timpului”. Deși povestirile din această a doua colecție dau dovadă de o tehnică narativă superioară colecției anterioare, ele sunt privite cu reticență de mediul literar polonez al timpului.
La publicarea individuală în diverse reviste a primelor două povestiri din colecție, „Cartea” și „Epoca genială”, ele au fost anunțate ca făcând parte dintr-un proiect mai mare numit „Mesia”. 
Bruno Schulz, apreciat de scriitorii polonezi avangardiști din perioada interbelică, a întreținut o corespondență îndelungată cu Witold Gombrowicz și Ignacy Witkiewicz, dar s-a ținut la distanță de cercurile literare mondene.
În 1938, este premiat de către Academia Poloneză. În 1939, nemții invadează vestul Poloniei, iar partea de est intră sub ocupație sovietică până la atacurile germane din 1942. Sub ocupația nazistă, evreii, inclusiv din orașul Drohobîci, sunt izolați și supuși la muncă silnică. Felix Landau, un sergent al Gestapoului, cu pretenții de mare iubitor de artă, îl descoperă pe Bruno Schulz și îl protejează încredințându-i munca de a decora camera de joacă a copiilor săi.
Landau, care obișnuia să împuște la întâmplare evrei de la fereastră, ucide în timpul acestei ocupații sinistre un evreu, medic dentist, care se afla sub protecția unui alt membru al Gestapoului, Karl Günther. Acesta, pentru a se răzbuna, îl ucide la rândul său pe Bruno, protejatul lui Landau, împreună cu alte câteva sute de evrei, trist eveniment denumit ulterior „Joia Neagră”. 
Astfel, Bruno Schulz își încheie timpuriu viața în perioada absurdă a celui de-al Doilea Război Mondial, victimă a acelei lipse de raționalitate pe care o descrie și critică în cărțile sale. Un prieten și-a riscat viața și l-a îngropat într-un cimitir, fără piatră de mormânt. În zilele noastre, cimitirul nu mai există.

## Bruno Schulz – desenatorul
Timp de aproape 60 de ani, desenele sale murale au rămas neidentificate până când regizorul Benjamin Geissler le descoperă în 2001 în timpul turnării unui film documentar. Desenele au rezistat protejate de tencuiala nouă dată deasupra.
Schulz își alege din realitate modelele pentru personajele desenate. Astfel, el însuși, familia sa și alți membri ai comunității evreiești se regăsesc printre personajele Hänsel și Gretel, Albă ca Zăpada și cei șapte pitici etc. Unele ipostaze conțin o ironie ascunsă la adresa regimului politic: personajele cu fețe de evrei din viața reală conduc trăsuri într-o perioadă în care evreilor le este interzis, în realitate, acest lucru. De asemenea, Bruno Schulz se folosește pe sine ca model pentru o vrăjitoare, aluzie posibilă la ideea vânătorii de vrăjitoare (în sensul căutării de țapi ispășitori) care descrie foarte bine atmosfera acelor ani.
Descoperirea frescelor a dat naștere unei mari controverse asupra celor îndreptățiți la recuperarea moștenirii culturale a lui Bruno Schulz: este o moștenire evreiască sau poloneză? Cinci fragmente din picturile sale au fost mutate în memorialul Holocaustului Yad Vashem din Israel cu aprobarea autorităților locale ucrainene. Este într-adevăr greu de spus dacă originea evreiască anulează importanța faptului de a fi trăit și creat în Polonia. În esență, identitățile iudaică și poloneză nu ar avea de ce să fie contrare, mai ales având în vedere respectul pentru suferința evreilor arătat de Polonia după perioada comunistă (redeschiderea sinagogilor, festivalurile de cultură evreiască etc.).
Cealaltă parte a frescelor se găsesc în clădirea liceului unde a predat Bruno Schulz și sunt deseori „în turneu” ca și muzeu itinerant. De asemenea, pe baza fotografiilor și filmărilor realizate de Benjamin Geissler s-a construit o instalație virtuală care prezintă camera copiilor cu întreaga frescă, așa cum a fost inițial desenată de Schulz.

## Bruno Schulz – scriitorul
Proza poetică a Schulz construiește un univers oniric, centrat pe un viața într-un orășel imaginat pe modelul Drohobîciului care trece prin diverse faze de dezintegrare. Elementele autobiografice sunt combinate cu detalii fantastice, cu trimiteri la folclorul polonez, la mituri grecești și evreiești, cu episoade de pierdere a sensului și rațiunii. Personajul principal este propriul tată, dar afectat o boală ce seamănă mai mult a demență și nu a cancer pulmonar de care acesta a suferit în realitate. Derularea povestirii este de multe ori fragmentată, urmează în general un traseu atipic, lăsând multe întrebări și explicații în suspensie, ca și cum lumea imaginară s-ar desfășura după propria ei logică.
Într-o anumită măsură, stilul lui Bruno Schulz se aseamănă cu cel al lui Kafka (mai ales că apar și unele elemente comune, cum ar fi teama obsesivă a lui Bruno de gândaci și ideea că s-ar putea transforma într-unul), însă cei doi se deosebesc prin faptul că Schulz, deși coboară într-o lume absurdă și ciudată, își păstrează încrederea în puterea rațiunii.
Prima carte publicată de Bruno Schulz, „Prăvăliile de scorțișoară”, își propune misticizarea realității, după cum afirmă însuși autorul. O dată cu această apariție editorială, Bruno Schulz a fost inclus în rândul scriitorilor moderniști polonezi, alături de Stanislaw Witkiewicz și Witold Gombrowicz. Colecția cuprinde 13 povestiri (dacă vom considera cele trei părți ale „Tratatului despre manechine” ca un singur capitol) narate la persoana întâi, din perspectiva unui băiețel a cărui identitate nu ne este dezvăluită.
Există referințe la un posibil roman, intitulat „Mesia”, la care Bruno Schulz a început să lucreze din 1934. Se pare că scriitorul a dat manuscrisul spre păstrare unei persoane de încredere de la țară înainte de formarea ghetoului din Drohobîci. Nu se știe nici până azi care este numele prietenului căruia i-a fost încredințat manuscrisul, iar documentul rămâne un mister.
Pe lângă acest roman, Bruno Schulz a scris în germană o povestire de mari dimensiuni, cu titlul „Die Heimkehr” (posibilă traducere: „Reuniunea”) pe care a trimis-o lui Thomas Mann pentru a avea părerea maestrului asupra valorii ei literare și a posibilului succes pe care aceasta l-ar putea avea în rândul publicului german. Thomas Mann nu a primit niciodată manuscrisul și se pare că nici nu s-au păstrat cópii ale acestuia.
Pentru referințele literare, a fost folosită traducerea în română:
Bruno Schulz –„Manechinele”, Colecția Globus, Editura Univers, București, 1976